# Sapientiae christianae
Sapientiae christianae (укр. християнська мудрість) — енцикліка Папи Римського Лева XIII, яку він опублікував 10 січня 1890 р. за назвою: «Про християн як громадян» (про соціальні обов'язки християн). Присвячена головним обов'язкам християн стосовно Церкви та держави. Зокрема, Папа Римський закликає католиків відмовлятися від дотримання цивільних законів, якщо це суперечить релігійному вченню. Спонукав католиків боротися за місце релігії в суспільному житті. Також стосується відносин між церквою та державою. Цей офіційний документ Святого Престолу має № XXXIV із загального числа LXXXVI.

## Причина виникнення
Цей документи виник у період чергових нападів проти Церкви, що протистояла підтримуваним гаслам антикатолицизму, Французької революції, культуркампфу, агностицизму, прагматизму; питання секуляризації, матеріалізму, гедонізму та модернізму. Папа Лев XIII дав відповідь на гучні питання.

## Мета енцикліки
Енцикліка нагадує християнам справжню мету людини (соціальної істоти) — об'єднатися з Богом і досягти спасіння від порочності, недосконалості. Вважається — створено людей на образ Божий. Тому душа людини завжди шукає божественного, тому задоволення земного світу не можуть доставити істинного щастя, якщо відкинена духовність і зупинено пошук правди віри. Мета суспільства — з пояснень Лева XIII — допомогти індивідові досягти цього об'єднання.
Вказується, що товариства, які не підкоряються Божим Законам, руйнуються і занепадають. Визнається факт, що настав час, коли оголошують релігію зайвою. Єдиним виходом і порятунком для майбутніх поколінь пропонується повернення людей до дотримання Божих Заповідей, що полягає у заклику до всього людства, людей доброї волі. Тому мета цієї енцикліки — показати обов'язки кожного католика перед Церквою, що кожен повинен робити і чого слід дотримуватися, щоб захистити себе і свою родину, свою громаду, свою націю та все людство від падіння на досягнення вічного життя.
Наголошується, що перший основний обов'язок християнина — бути вірним і любити Святу Церкву, оскільки духовні блага, які надає Церква, є аксіологічно вищими за ієрархією, ніж тілесні блага. Люди повинні завжди слухати голос Церкви, тому що Божий Закон є вищим від політичного, державного, людського. Християни повинні любити свою країну і підкорятися своїй країні, а отже, і її правителям, але лише тоді, коли їх накази не суперечать Божим Заповідям. Повинні дотримуватися прав людини та дбати про земне існування, але Божа справа для них повинна бути на першому місці. Далі католик повинен постійно пізнавати та вивчати істини віри, щоб зміцнити та вміти ефективно захищати свою віру від усіх нападів атеїстів. Слід також проголошувати віру, наставляти та євангелізувати інших людей. Обов'язок католика — проповідувати ділами Добру новину та вміти пояснювати помилки єресі. Для чого християни мають об'єднуватись з іншими у Церкві. А Церква як товариство Христа забезпечує силу для боротьби. Для чого християни повинні слухатися священика й особливо Папу Римського як голову Апостольської столиці.
Енциклікою стверджується, що Церква не втручається в державні справи, уряд і політику, але має право виступати з моральних питань у державі та боронити християнську релігію. У Церкві є ієрархія — єпископи на чолі з Папою, християни та інше духовенство, котрі повинні підкорятися. Католик повинен вести впорядковане життя, виконувати заповіді Божі та визнавати правди віри. Віруючі повинні плекати любов до ближнього як найважливішу чесноту і Божественну Заповідь. Сім'я є основним осередком суспільства, тому порятунок націй залежить від ретельного християнського виховання дітей.

## Держава та сім'я
Родина є основою держави та Церкви. Держава має вести у великому масштабі сімейне життя, сприяти родинам. Держава може сприяти долі або одночасно і руйнувати її. Тому відповідальність батьків і матерів є передавання віри дітлахам. Папа попередив, що ті, хто відходить від християнської дисципліни і руйнують сімейне життя, винні у злочині проти природного права. Обов'язок батьків є виховання дітей у практикуванні християнської вірі та відповідальність перед батьками дітей прийняти образ життя з християнським віросповідуванням.

## Християнський лад
Християни зв'язані власною совістю і відчувають відданість громадському порядкові. Швидка індустріалізація Європи та соціальні потрясіння спонукали Папу проголосити твердження щодо основних громадянських обов'язків християн:
|  | Згідно з Божественним Законом, Церква і Римський єпископ повинні визначати в обох випадках (цивільному та церковному), у що вірити і що робити. |

## Безбожна держава
Безбожна держава є лише оманливою ілюзією спільноти особистостей. Цей стосунок суспільства відноситься до життя сім'ї та держави. Тому що суспільство не було створене природою з метою бути кінцевою метою людини. Суспільству слід лише знайти підходящі засоби в і через суспільство (спільноту людей), щоби досягти досконалості. Атеїстична держава, як організація конкретних людей, найгіршим чином ігнорує своє призначення та свою правдиву долю, покликання служити родині, громадянам-громадянкам. Отже, таку спільноту людей організовану в державних службовців серед людей цілого народу (платників податків) слід розглядати не як цивілізовану спільноту, а як насмішкувату та оманливу ілюзію сучасної громади. Ключове оголошення Папи завершилося тим, щодо патріотизму, виразу любові до ближніх (любов до Батьківщини виражається також захистом Вітчизни незважаючи на ризик для власного життя):
|  | Ви повинні любити земну Батьківщину, з якої у нас є наше тимчасове смертне життя. |

## Сумлінність віруючих та відданість віросповідуваню
Лев XIII в цій енцикліці постає як найвищий захисник Католицької Церкви:
|  | Ухилення від ворога або мовчанка тоді, коли варто заявити претензії у світі, коли є суперечність істині, коли є безхарактерність, бо треба боротися з ними. Така поведінка, що сприяє сприяє ворогам віросповідування. Тому що, ніщо так не заохочує поганих хлопців, як відсутність мужності з боку хороших хлопців. Християни народжуються для боротьби. |

Це не означає, що християни криваві бійці, тому що вони поєднують і:
|  | Основні елементи цього зобов'язання - це відкрито і без виправдання сповідувати католицьке вчення та поширювати його в повній мірі. |

## Обов'язок й покірність
Суспільна влада (державна влада) є священною для християн, і навіть у своїх носіях (урядовцях, державних службовцях) вони певним чином визнають відображення та образ прояву Божественної Величності, що зобов'язує державу, як організацію людей, відповідати такому призначенню. Християни поважають справедливі записані державні закони й належним чином їх поважають, не з остраху перед державним насильством та юридичним покаранням, а як обов'язок вільної совісті. Якщо ж закони держави (де мешкають християни) явно не відповідають Божественному Законові, тоді Рух опору та виступи проти злих авторитетів є обов'язковим, а послух на користь злочинців — є злочином; і це також представляє безчестя для самої держави організованої такими її урядовцями й державними службовцями:
|  | ...бо те, що завдає шкоди релігії, також є злочином проти держави. |

## Основні пункти енцикліки
- Потрібно повернутися до християнського життя індивідам й суспільству в цілому;
- Важливість обов'язків християн
- Обов'язки перед Церквою та перед Батьківщиною (патріотизм);
- Жебраки у боротьбі між Церквою і державою;
- Про духовну війну Церкви та обов'язки, що покладені на християн;
- Віра;
- Вчення Церкви;
- Союз католиків (солідарність);
- Покірність Церкві;
- Подання єпископам й Папам Римським;
- Церква є автономним суспільством, незалежним від громадянського суспільства;
- Церква у взаємозв'язку з державами та її потребами;
- Конкордія розумів;
- Участь у громадському житті;
- Небезпеки сучасних держав;
- Засоби благодійності.